# Matsumuraja rubicola
Matsumuraja rubicola är en insektsart. Matsumuraja rubicola ingår i släktet Matsumuraja och familjen långrörsbladlöss. Inga underarter finns listade i Catalogue of Life.